# František Xaver Blanda
František Xaver Blanda, křtěný František Tomáš (18. listopadu 1839 Košovice – 6. ledna 1917 Královské Vinohrady), byl český kněz, publicista, náboženský spisovatel a vysokoškolský pedagog.

## Život
František Xaver Blanda se narodil na dvoře (samotě) Voleveč u Košovic v rodině sedláka Tomáše Blandy a jeho ženy Veroniky rodem Macháčkové z Kochnova. Gymnaziální studia absolvoval v Jindřichově Hradci a následně se odebral do Prahy, kde vstoupil do semináře a studoval bohoslovectví na nerozdělené fakultě theologické.
Na kněze byl vysvěcen v červnu roku 1863 a následně byl ustanoven kaplanem u farního chrámu sv. Jindřicha na Novém Městě v Praze, kde setrval pět let a poté byl krátce kaplanem u sv. Mikuláše na Malé Straně. V roce 1868 byl jmenován katechetou na ústavu pro vzdělávání učitelů a zároveň docentem katechetiky a pedagogiky na theologické fakultě. V roce 1873 byl povolán jako znalec školství do diecézní synody pražské. Za své zásluhy na poli pedagogickém byl jmenován c.k. vládním radou.
V roce 1883 vykonal potřebné zkoušky a byl povýšen na doktora theologie, po dvou letech se stal univerzitním kazatelem a v roce 1886 i ředitelem c.k. ústavu pro vzdělávání učitelů v Praze, kde sám přednášel pedagogiku, didaktiku, logiku, zákonodárství a dějiny vychovatelství. V roce 1887 by jmenován kanovníkem kolegiální kapituly u Všech Svatých a v květnu roku 1904 byl jmenován tajným komořím Jeho Svátosti Pia X. V roce 1913 se stal děkanem téže kapituly a dříve již obdržel tituly notáře, konzistorního rady jakož i examinatora prosynodiálního kandidáta pro dosažení farních obročí.
V posledních letech svého života pobýval na pražských Vinohradech v Záhřebské ulici, kde v lednu roku 1917 zemřel.
František Xaver Blanda začal být literárně činný v sedmdesátých letech 19. století, když s Fr. Schönbeckem v letech 1870-1872 redigoval časopis „Školník“ a též publikoval v oboru pedagogiky.

## Dílo literární
- 1893 Pastorálka ve škole čili Vychovávání mládeže učením, bohoslužbou a kázní Svaté církve katolické[5]
- 1894 Didaktika obecná pro ústavy učitelské[6]
- 1895 Malý atlas biblický[7]
- 1896 Zeměpis biblický a bohoslužebná zařízení národa vyvoleného[8]